# Commewijne

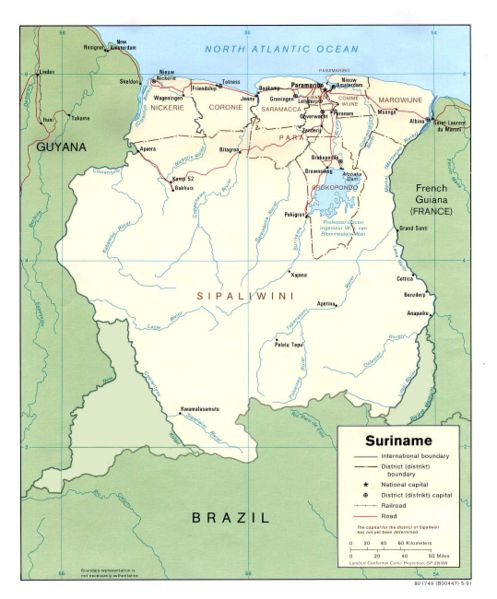
Il Commewijne scorre da sud verso nord nella parte nord-orientale del paese.

Commewijne (dal Sranan Tongo: Kawina-liba; liba = fiume) è un fiume del Suriname che scorre nel distretto omonimo.
Sfocia nell'Oceano Atlantico (alle coordinate: 15°25′25″N 89°34′28.99″W).